# Stary Ren
Stary Ren (niderl. Oude Rijn) – rzeka w południowej Holandii, w prowincji Holandia Południowa, będąca jedną z głównych odnóg Renu.